# Heini Hartmann
Heini Hartmann (* 5. Januar 1892 in Hannover; † nach 1923) war ein deutscher Radrennfahrer und nationaler Meister im Radsport.

## Sportliche Laufbahn
Erst mit 21 Jahren wurde er Mitglied in einem Radsportverein, als er in den Verein Falke Hannover eintrat. 1910 gewann er das Eintagesrennen Rund um Frankfurt. Erster Erfolg war der Sieg im Großen Straßenpreis von Braunschweig 1914 über 230 Kilometer. Ende 1914 wurde er zum Militär eingezogen, der Erste Weltkrieg unterbrach seine sportliche Laufbahn, 1917 geriet er in britische Kriegsgefangenschaft und kehrte 1919 in seine Heimat zurück. Dort trat er dem Radsport-Verein Zugvogel v. 1912 Hannover bei und bestritt wieder Radrennen. Hartmann war er Mitglied der Deutschen Radfahrer Union (DRU), die 1920 aus der Allgemeinen Radfahrer-Union (ARU) entstanden war. Von 1921 bis 1923 gewann er die Deutsche Meisterschaft der DRU im Mannschaftszeitfahren mit Willy Rosenbusch, Willy Seitz und Fritz Kramer. 1923 konnte er mit dem Gewinn der Deutschen Meisterschaft der DRU vor Ernst Preuß seinen größten Erfolg feiern.

## Berufliches
Hartmann war als Reifenversuchsfahrer bei den Continental-Werken beschäftigt.